# Tapestry (돈 맥클린의 음반)
| 전문가 평가 | 전문가 평가 |
| 평가 점수   | 평가 점수   |
| 출처        | 점수        |
| ----------- | ----------- |
| AllMusic    | [ 1 ]       |

《Tapestry》는 미국의 포크 싱어송라이터 돈 맥클린의 데뷔 스튜디오 음반이다. 이 음반은 원래 미디어아츠 레코드에 의해 발매되었지만 1971년 유나이티드 아티스츠 레코드의 미디어아츠 인수 이후 유나이티드 아티스츠에 의해 다시 발매되었다. 이 음반은 1981년 리버티 레코드에서 재발매되었지만 〈Three Flights Up〉이라는 곡은 포함되지 않았다.

## 배경
타이틀곡 〈Tapestry〉는 그린피스 환경 운동의 형성에 영감을 주었다. 〈And I Love You So〉는 1970년대 엘비스 프레슬리부터 거의 30년 후 글렌 캠벨에 이르는 아티스트들의 버전으로 맥클린의 가장 많이 녹음된 곡들 중 하나이다. 페리 코모는 1973년에 이 노래로 국제적으로 큰 히트를 쳤다.
이 음반은 영블러즈의 제리 코빗이 프로듀싱했다.

## 곡 목록
모든 곡들은 돈 맥클린에 의해 작사/작곡하였다.
| #  | 제목                   | 재생 시간 |
| -- | ---------------------- | --------- |
| 1. | 〈Castles in the Air〉 | 2:50      |
| 2. | 〈General Store〉      | 2:53      |
| 3. | 〈Magdalene Lane〉     | 4:28      |
| 4. | 〈Tapestry〉           | 3:44      |
| 5. | 〈Respectable〉        | 2:29      |
| 6. | 〈Orphans of Wealth〉  | 4:37      |

| #   | 제목                          | 재생 시간 |
| --- | ----------------------------- | --------- |
| 7.  | 〈Three Flights Up〉          | 5:48      |
| 8.  | 〈And I Love You So〉         | 4:16      |
| 9.  | 〈Bad Girl〉                  | 3:39      |
| 10. | 〈Circus Song〉               | 5:00      |
| 11. | 〈No Reason for Your Dreams〉 | 2:09      |